# Kertesziomyia calliphoroides
Kertesziomyia calliphoroides är en tvåvingeart som beskrevs av Tokuichi Shiraki 1968. Kertesziomyia calliphoroides ingår i släktet Kertesziomyia och familjen blomflugor. Inga underarter finns listade i Catalogue of Life.